# Polycyrtus pallidibalteatus
Polycyrtus pallidibalteatus är en stekelart som beskrevs av Cameron 1885. Polycyrtus pallidibalteatus ingår i släktet Polycyrtus och familjen brokparasitsteklar. Inga underarter finns listade i Catalogue of Life.